# 李學驊
李學驊（1915年9月18日—1951年6月29日），曾化名杜煥之，福建省福州市人，基隆港風茶廳負責人，參與中共中央社會部台灣工作站潛台諜報活動被判處死刑，1951年6月29日槍決於台北水源路刑場。

## 生平
李學驊，1915年生於福建省福州市，福州中學畢業。接受中共黨組織派遣來台，來台後在基隆以經營港風茶廳及華泰報關行為業。
1948年，周恩來及中共中央社會部部長李克農先後派遣朱芳春(化名非)、蕭明華及凱等多名特工赴台發展組織，非在國語日報擔任編輯，實際上則是執行情報工作，吸收組織成員、策動國語日報高層及蒐集文教方面情報。1949年3月非開辦「實用心理學補習班」講課，藉機吸收組織成員，成立「臺灣青年解放同盟」和「新民主主義青年團」直屬周恩來領導。李學驊參加組織，由非領導，並組成讀書會擔任組長與熙、孫清河一組。
1949年8月非返回中國大陸，李克農即指示不可再組織讀書會，會很容易被破獲，要求他們化整為零，並改為單線聯絡，並且以蒐集情報與策反為工作重點，1949年10月于非回台後，將組織名稱改為中共中央社會部台灣工作站，負責情報偵蒐與策反工作。
返台後非指示為李學驊加緊學習、爭取同志，並且要進行策反及調查工作，李學驊舅舅游飛，時任台灣省鐵路局專門委員兼防空情報所副所長，與吳石中將是同學。非委派李學驊設法遊說游飛爭取吳石、游彌堅未果，並竊取鐵路局防空站哨分佈圖抄錄，交付給非。
1950年2月情治機關發覺非身分，在非住處逮捕蕭明華，非將相關檔案移藏嚴明森處，前往花蓮孫玉林處躲藏，透過孫玉林、周一粟買通白靜寅取得諜報證，1950年3月22日非帶著包含「海南島作戰計畫書」、「臺灣省作戰計畫書」等多達二十幾種相關軍事情報之相片膠卷，從基隆搭船往香港返回上海，同年5月海南島全島遭到中共解放。同時，保密局擴大搜查將中共中央社會部在台組織成員一網打盡。
熙、孫清河遭逮捕後，1950年5月18日，李學驊在台北市金門街自宅被移送軍法處審訊，由於李學驊化名杜煥之擔任讀書會小組長，又透過秘信傳遞情報給非，在中共中央社會部台灣工作站中負責財務供應，並且吸收游飛企圖進行策反活動，涉案情節重大。1951年5月，李學驊與同案蘇藝林、陳平、田子彬、安學林、張慶、嚴明森、孫玉林、劉維、白靜寅、徐毅、周一粟、葛仲卿、譚興坦、林振成、簡桂生、馬學樅、熙共18人被判處死刑，1951年6月29日槍決於水源路刑場。

## 紀念
2013年10月 北京西山國家森林公園的無名英雄廣場上立有無名英雄紀念碑，為紀念來台灣在1950年代被處決「隱避戰線烈士」而設立，李學驊銘刻於紀念碑上，為中共國家安全部追認之中華人民共和國烈士。
根據《福州市志》紀載，李學驊於1949年4月加入組織，1951年因執行任務遭敵殺害，為福州市籍中華人民共和國烈士。